# 英雄記
《英雄記》，又稱《漢末英雄記》，是記錄東漢末年的史書。內容記載了漢末軍閥的事績。作者為王粲。此書久佚。明代時王世間首先雜鈔諸書輯錄逸，大致取材於裴注《三國志》。後又有宛委本《說郛》《漢魏叢書》及黃奭《黃氏逸書》均有輯本，而以黃奭輯本最稱精洽。近人俞紹初輯校的《建安七子集》中附有黃奭未輯出的《英雄記》佚文9條。

## 內容概要
撰寫年代不明，但從《英雄記》內容明確記載208年的周瑜火攻曹操記錄來看，其著作下限當在王粲死去以前（217年之前）。
《隋書·經籍志》載「《漢末英雄記》八卷，王粲撰，殘缺。梁有十卷。」《舊唐書·經籍志》載「《漢末英雄記》十卷，王粲等撰。」《新唐書》大抵同。此《漢末英雄記》應即《英雄記》。關於「漢末」之句據《四庫全書總目》考察：「按王粲卒於建安中，其時黃星雖兆，王步未更，不應名書以『漢末』，似後人之所追題。然考粲《從軍詩》己稱曹操為聖君，則斂以魏為新朝，此名不足怪矣。」
又姚振宗《後漢藝文志》云：「按《續漢·郡國志》『會稽郡』注引《英雄交爭記》，言初平三年事，似即此書本名為《英雄交爭記》，後人省『交爭』字，加『漢末』字；又其中不盡王粲一人之作，故《舊唐志》題『王粲等撰』。」